# 골든 12
골든 12는 대한민국의 케이블 방송인 온스타일에서 2012년 4월 5일부터 매주 목요일 밤 11시에 방송되는 tv프로그램으로, 가수이자 패션 아이콘, 그리고 소셜테이너 이효리와 그 일행들이 의미 있는 일을 하면서 멋지게 노는 모습을 담은 리얼리티 프로그램이며, 정식 명칭은 '이효리의 소셜클럽 골든 12'으로 줄여서 '골든트웰브'라고 부르기도 한다.

## 개요
‘이효리의 소셜클럽 골든 12’는 이효리를 주축으로 구성된 <Golden 12>라는 비밀 사조직이 12주동안 함께 모여서 즐거운 시간을 보내되, 그저 재미를 추구하며 놀기 보다는 뭔가 의미 있는 일을 하면서 즐거운 추억을 쌓는 모습을 있는 그대로 카메라에 담은 리얼리티 프로그램이다. 주로 채식, 동물보호, 환경같은 사회적인 이슈에 대해 일상생활에서 절대 고리타분하지 않은 방식으로 생각을 나누고 필요한 행동을 취하는 모습을 보여주면서, 속에 담긴 메시지를 크게 거부감 없는 방식으로 전달하고 있다.

## 출연진

### 고정 출연자

#### 이효리
대한민국 가수. 1998년 여성 아이돌 그룹 핑클의 리더로 가요계에 데뷔했고, 2003년 첫 솔로음반을 발매해 이후 대한민국 최고의 여자 가수로 인정받으며 톱스타 자리에 올랐다. 현재 가수활동뿐만 아니라 MC, CF 모델, 배우, 그리고 스타일 아이콘으로 다방면에서 활동하고 있다. 최근에는 트위터를 통해 동물보호와 환경보호에 목소리를 내며 소셜테이너라는 수식어를 얻었고, 비슷한 맥락에서 관련 내용을 다루는 리얼리티 프로그램 2012년 이효리의 골든 12를 책임지고 이끌고 있다.

#### 요니P
독특한 아이라인과 금발 머리, 그리고 개성 넘치는 패션세계를 자랑하는 패션 디자이너. 본명은 배승연. 런던패션대학, 그리고 한성대학교 의상학과를 졸업했다. 2006년 키사의 수석 디자이너로 일하다가 남편 스티브J와 함께 'STEVE J & YONI P' 브랜드를 런칭해 팝아트적인 과감한 색상과 큼직한 프린트와 감각적인 패턴으로 패션계의 주목을 받고 있다. 2007년에 런던 패션위크와 프레타포르테 부산, 그리고 2008년 런던과 서울 패션위크에 참가했다. 2010년 온스타일의 스타일 매거진 프로그램에 출연한 적이 있으며, 2012년 이효리의 골든 12에 고정 패널로 출연중이다.

#### 홍장현
커다란 뿔테 안경이 인상적인 사진작가. 1976년생으로 영화배우 신승리와 결혼했다. 포토그래퍼 최용빈과 함께 포토 스튜디오 '용장관'을 운영하고 있고, 최근 CF감독 백종열과 함께 안경 브랜드 '그라픽 플라스틱'을 런칭했다. 2012년 이효리의 골든 12에 유일한 두 명의 남성 고정 패널 중 한 명으로 참가하고 있으며 멤버들의 모습을 사진으로 담는 일을 담당하고 있다.

#### 이주희
175cm의 큰 키를 소유한 2009년 <이기적 식탁>, 2010년 <이기적 고양이>의 저자. 특출난 요리 실력과, 특히 고양이를 아끼고 사랑하는 고운 마음씨를 가졌다. 2012년 이효리의 골든 12의 고정 패널로 참가하고 있다.

#### 배다해
천상의 목소리로 유명한 대한민국 가수. 그룹 바닐라루시의 멤버였으나 2010년 탈퇴하고 솔로 앨범을 발표했다. 2010년 7월 KBS 2TV 해피선데이-남자의 자격 ‘하모니’편에서 합창단원으로 참가하면서 가창력으로 주목받았다. 유기견에 대해 관심이 많아 공통관심사를 가진 이효리와 친분을 가지고 지내다가, 2012년 이효리의 골든 12에 고정 패널로 합류했다.

#### 한혜연
스타일리스트. 김태희, 임수정, 차예련, 한효주, 그리고 이효리 등 탑스타들의 스타일링을 담당하고 있다. 2008년 코리아 패션&디자인 어워드 올해의 스타일리스트상을 수상했다. 2012년 이효리의 골든 12에서 요요혜연이라는 닉네임으로 다소 우습지만 귀여운 캐릭터를 담당하고 있다.

#### 장범준
대한민국 가수, 그룹 버스커버스커의 리더이다. 상명대학교 천안캠퍼스 만화디지털컨텐츠학부 애니메이션을 전공했다. m.net 오디션 슈퍼스타k3에서 준우승에 그쳤지만, 편안한 목소리와 감성을 자극하는 음악으로 주목받았고, 2012년 3월 29일 첫 번째 앨범 ‘버스커버스커’로 데뷔했다. 골든 12의 마지막 멤버를 고민하던 이효리가 트위터를 통해 많은 시민들의 추천을 받아 장범준이 골든 12의 마지막 멤버로 합류하게 되었다. 팀의 막내를 맡고 있으며 엉뚱하지만 당찬 캐릭터로 많은 사람들의 사랑을 받고 있다.

### 게스트

#### 1&2화
바자회를 준비하고 개최하는 과정에서 다양한 셀레브리티들이 이효리의 골든 12와 함께했다.
- 정재형: 가수 겸 작곡가. 파리고등사범음악원에서 영화음악과 작곡을 공부했다. 현재(2012년) 이효리와 함께 SBS 음악 프로그램 'YOU AND I'를 진행하고 있다. 이효리의 집에 직접 방문해 바자회를 위한 고가의 다양한 물품을 전달했다.
- 스티브J: 패션 디자이너, 요니P의 남편, 함께 브랜드 STEVE J & YONI P를 런칭해 운영하고 있다. 본인 브랜드 제품을 바자회를 위해 기증하고 직접 판매했다.
- 박시연: 배우. 2009년 SBS의 예능 프로그램 '패밀리가 떴다'에 이효리와 함께 출연했다. 바자회에 다양한 물품을 기증했고 직접 판매에 참가하기도 했다.

#### 4화
골든12 멤버들이 채식파티를 열어 다양한 셀러브리티들을 초대해 함께 즐거운 시간을 보냈다.
- 존 박: 가수. 본명은 박성규. m.net 오디션 슈퍼스타k2에서 준우승하고, 2010년 데뷔앨범을 'KNOCK'을 발매했다. 골든 12 멤버들과 함께한 히피해피 채식파티에서 감미로운 피아노 연주를 동반한 노래를 선사했다.
- 혜박: 모델. 2004년 다니던 대학에서 캐스팅 되어 모델일을 시작했고, 동양 모델 최초로 샤넬 패션쇼에 서는 듯, 세계적으로 다양한 모델활동을 펼치고 있다. 골든 12와 함께한 채식파티에서 감각적인 히피패션을 선보였다.
- 안혜경: 방송인, 전 기상캐스터. 이효리와의 개인적인 친분으로 골든12의 히피해피 채식파티를 함께했다.

## 제작진
- PD 김혜영

## 에피소드

#### 1화: 이효리의 소셜클럽 멤버들, 바자회를 열다!
처음으로 만나서 모인 소셜클럽 멤버들이 <골든 12> 론칭을 기념해서 자선 바자회를 개최한다. 각 멤버들이 인맥을 총 동원해서 박시연, 빅뱅, 소지섭을 비롯한 대한민국 탑 스타부터 프렌치 시크의 대표 아이콘인 제인 버킨까지 다양한 바자회 물품들을 준비하고 직접 판매하기까지의 과정과, 열기가 가득했던 자선 바자회의 모습을 전달한다.

#### 2화: 장범준! 소셜클럽 멤버로 합류하다.
트위터로 시민들의 추천을 받아 마지막 멤버가 된 장범준의 합류과정과 매력적인 그의 기타연주와 노래를 소개한다. 그리고 드디어 모두 모인 소셜클럽 멤버들이 친환경 제품들을 이용해 그들의 아지트를 꾸미는 과정을 전달한다.

#### 3화: 템플스테이에 도전하다!
바쁜 도시의 흐름에 지친 소셜클럽 멤버들이 휴식여행을 떠나 템플스테이에 도전한다. 몸과 마음을 정갈히 하는 명상, 발우공양을 통해 남기는 것 없는 식사 체험, 그리고 소원을 담은 연등 띄우기까지 지친 마음을 달래주는 템플스테이를 소개한다.

#### 4화: 절친들의 히피해피 채식파티!
소셜클럽 멤버들과 특별 손님들까지 함께 채식파티를 연다. 채식 라자냐, 샐러드부터 두부 스테이크와 비건 디저트까지, 한정되고 맛없을 것만 같은 채식에 대한 편견을 깨고 채식의 진면모를 소개한다. 더불어 히피 컨셉트 의상을 입고 알코올 없이도 흥겹고 건강하게 파티를 즐기는 모습을 전달한다.

## 편성표
(2012년 4월 5일~)
- 본방송: 목요일 밤 11시 / 새벽 1시
- 재방송: (토요일) 오후 12시 / 밤 9시 30분, (일요일) 오후 2시 20분 / 밤 12시